# 쿠자크 마이
쿠자크 마이(孔雀 舞)는 유희왕 듀얼몬스터즈의 등장인물으로, 한국판 명칭은 메이 발렌타인이다.

## 소개
성우 - 나나오 하루히 / 차명화(SBS) / 전숙경(대원)
듀얼리스트 킹덤 이후 유유기 일행과 행동을 함께 했으나, 배틀 시티 본선에서 마리크에 패해 절대적 강함을 추구하여 다츠와 손을 잡는다. 이후 자신의 가장 소중한 인물인 죠노우치의 희생을 보고 마음을 바꾸는 인물이다.